# Jeanie Macpherson

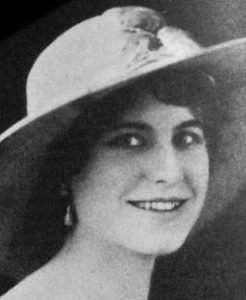
Jeanie MacPherson im Jahr 1920

Jeanie Macpherson (* 18. Mai 1887 in Boston; † 26. August 1946 in Los Angeles) war eine US-amerikanische Schauspielerin und Drehbuchautorin.

## Leben
Sie begann als Tänzerin und Bühnendarstellerin. 1908 kam sie zur Filmgesellschaft Biograph und trat dort innerhalb von drei Jahren in etwa 100 Filmen unter der Regie von David Wark Griffith und fast ausschließlich in Nebenrollen auf. Ab 1912 stand sie auch bei der Edison Company und sporadisch bei anderen Filmgesellschaften vor der Kamera. 1913 entstanden bei Powers Picture Plays einige Filme unter der Regie und mit Edwin August. Ende 1914 lernte sie Cecil B. DeMille kennen, der sie zur Gesellschaft von Jesse L. Lasky brachte, wo Macpherson in Rose of the Rancho ihre erste Rolle in einem DeMille-Film hatte. Sie trat in sechs Filmen dieses Regisseurs auf, zuletzt 1915 neben Geraldine Farrar und Wallace Reid in Carmen. Ihre letzte Rolle übernahm sie 1917 in einem Film von Edwin August.
Macpherson, die bereits in einigen Filmen Erfahrung als Drehbuchautorin gesammelt hatte, wurde von DeMille als Autor angeheuert. Ihr erstes Drehbuch für einen DeMille-Film war The Captive (1915). Bis 1930 arbeiteten sie eng zusammen, danach nur noch sporadisch. In dieser Zeit war sie mitverantwortlich für mehr als 30 Drehbücher, darunter The Cheat (1915), Joan the Woman (1916), The Little American (1917), Don’t Change Your Husband (1919), Zustände wie im Paradies (1919), Anatol, der Frauenretter (1921), Frauen auf schiefer Bahn (1922), Die Zehn Gebote (1923), König der Könige (1927), Das gottlose Mädchen (1928), Dynamit (1929) und Der Freibeuter von Louisiana (1938).
Als Drehbuchautorin war sie 1927 eines der 36 Gründungsmitglieder der Academy of Motion Picture Arts and Sciences. Sie starb im Alter von 59 Jahren an Krebs und wurde auf dem Hollywood Forever Cemetery begraben.
Für ihren Beitrag für den Film wurde Jeanie Macpherson mit einem Stern auf dem Hollywood Walk of Fame bei 6150 Hollywood Blvd. geehrt.

## Filmografie (Auswahl)
(Hinweis: )
- 1908: The Fatal Hour
- 1908: The Devil
- 1908: Father Gets in the Game
- 1908: The Vaquero’s Vow
- 1908: Concealing a Burglar
- 1908: Der Widerspenstigen Zähmung (The Taming of the Shrew)
- 1908: The Clubman and the Tramp
- 1908: Money Mad
- 1908: The Test of Friendship
- 1908: The Christmas Burglars
- 1908: Mr. Jones at the Ball
- 1909: One Touch of Nature
- 1909: Mrs. Jones Entertains
- 1909: The Criminal Hypnotist
- 1909: Mr. Jones Has a Card Party
- 1909: A Wreath in Time
- 1909: Tragic Love
- 1909: The Curtain Pole
- 1909: The Medicine Bottle
- 1909: Trying to Get Arrested
- 1909: A Rude Hostess
- 1909: The Winning Coat
- 1909: Confidence
- 1909: Lady Helen’s Escapade
- 1909: The Faded Lilies
- 1909: Her First Biscuits
- 1909: The Peachbasket Hat
- 1909: The Message
- 1909: With Her Card
- 1909: The Seventh Day
- 1909: Weiße Linien auf einer trüben See (Lines of White on a Sullen Sea)
- 1909: A Sweet Revenge
- 1909: A Midnight Adventure
- 1909: The Open Gate
- 1909: The Trick That Failed
- 1909: In the Window Recess
- 1909: The Death Disc: A Story of the Cromwellian Period
- 1909: Through the Breakers
- 1909: Der Weizenkönig (A Corner in Wheat)
- 1909: In a Hempen Bag
- 1909: In Little Italy
- 1909: To Save Her Soul
- 1909: The Day After
- 1910: The Call
- 1910: The Newlyweds
- 1910: The Way of the World
- 1910: An Affair of Hearts
- 1910: The Impalement
- 1910: A Victim of Jealousy
- 1910: A Child’s Faith
- 1910: A Flash of Light
- 1910: A Salutary Lesson
- 1910: The Usurer
- 1910: An Old Story with a New Ending
- 1910: A Summer Idyll
- 1910: Little Angels of Luck
- 1910: A Mohawk’s Way
- 1910: In Life’s Cycle
- 1910: The Oath and the Man
- 1910: The Iconoclast
- 1910: A Gold Necklace
- 1910: The Message of the Violin
- 1910: Two Little Waifs
- 1910: Waiter No. 5
- 1910: The Fugitive
- 1910: Sunshine Sue
- 1910: The Troublesome Baby
- 1910: Love in Quarantine
- 1910: A Plain Song
- 1910: A Child’s Stratagem
- 1910: The Golden Supper
- 1910: His Sister–In–Law
- 1910: The Lesson
- 1910: Winning Back His Love
- 1911: The Two Paths
- 1911: The Italian Barber
- 1911: The Midnight Marauder
- 1911: Help Wanted
- 1911: His Trust: The Faithful Devotion and Self-Sacrifice of an Old Negro Servant
- 1911: His Trust Fulfilled
- 1911: A Wreath of Orange Blossoms
- 1911: Heart Beats of Long Ago
- 1911: Fisher Folks
- 1911: Conscience
- 1911: Comrades
- 1911: The Lonedale Operator
- 1911: The Spanish Gypsy
- 1911: The Broken Cross
- 1911: The Chief’s Daughter
- 1911: Madame Rex
- 1911: A Knight of the Road
- 1911: The New Dress
- 1911: The Crooked Road
- 1911: Enoch Arden: Part I
- 1911: Enoch Arden: Part II
- 1911: Bobby, the Coward
- 1911: The Last Drop of Water
- 1911: Out from the Shadow
- 1911: The Ruling Passion
- 1911: The Blind Princess and the Poet
- 1911: The Village Hero
- 1911: Home
- 1911: A Man for All That
- 1912: The Two Flats
- 1912: The Eternal Mother
- 1912: Mother and Daughters
- 1912: The Little Delicatessen Store
- 1912: Her Polished Family
- 1912: The Butler and the Maid
- 1912: The High Cost of Living
- 1912: The Wooden Indian
- 1912: Partners for Life
- 1912: Revenge Is Sweet
- 1912: Mary Had a Little Lamb
- 1912: The Trysting Tree
- 1912: The Wreckers
- 1912: The Toll of the Sea
- 1912: A Man
- 1913: On Burning Sands
- 1913: The Rugged Coast
- 1913: His Ideal of Power
- 1913: Two Sides to the Story
- 1913: In a Roman Garden
- 1913: The Curse
- 1913: The Violet Bride
- 1913: The Tarantula
- 1913: The Scar
- 1913: The Awakening
- 1913: The Proof
- 1913: The Sea Urchin
- 1913: The Surrender
- 1913: The Moth and the Flame
- 1914: The Leper’s Coat (Kurzfilm)
- 1914: The Trap (Kurzfilm)
- 1914: The Desert’s Sting (Kurzfilm)
- 1914: Der Kaufmann von Venedig (The Merchant of Venice)
- 1914: The Outlaw Reforms (Kurzfilm)
- 1914: The Undertow (Kurzfilm)
- 1914: Nerve (Kurzfilm)
- 1914: Rose of the Rancho
- 1914: The Ghost Breaker (verschollen)
- 1915: The Girl of the Golden West
- 1915: The Captive
- 1915: Kindling
- 1915: Carmen
- 1917: The Missing Wallet (Kurzfilm)
- 1923: Hollywood
- 1929: Dynamit (Dynamite)
- 1930: Madam Satan